# Rok Elsner
Rok Elsner (* 25. Januar 1986 in Ljubljana) ist ein slowenischer Fußballspieler. Der 1,84 m große Linksfüßer spielt als linker Außenverteidiger oder im Mittelfeld auf der Außenbahn.

## Karriere
Elsner wuchs an der Côte d’Azur auf und wurde 15 Jahre in Jugend- und Nachwuchsmannschaften des OGC Nizza ausgebildet. Als Neunzehnjähriger kam er 2005 in die deutsche Regionalliga Süd zum SV Wehen, der 2006 den Aufstieg in die Zweitklassigkeit nur knapp verfehlte. Elsner aber spielte ab 2006 bis 2009 erstklassig in seiner Heimat in der Slovenska Nogometna Liga für den erst 2006 gegründeten Verein Interblock Ljubljana. Es folgten Zwischenstationen bei Al-Arabi und 2010 beim südnorwegischen FK Haugesund. Am 21. Dezember 2010 unterschrieb Elsner einen Vertrag für den polnischen Eliteligaverein aus Breslau Śląsk Wrocław.
Für die Schlesier kam er in der zweiten und dritten Qualifikations- und der ersten Play-off-Runde der UEFA Europa League 2011/12 zu je zwei Einsätzen. Dabei gelang ihm ein wichtiges Tor bei der 3:2-Auswärtsniederlage in der dritten Runde bei Dundee United. In der Saison 2011/12 wurde er mit Śląsk Wrocław am letzten Spieltag polnischer Meister. Dabei erzielte er beim Auswärtsspiel gegen Wisła Krakau in der 51. Minute den Treffer zum 1:0-Endstand und sicherte so seinem Team die Meisterschaft. Zur Rückrunde der Saison 2013/2014 wechselte er nach Griechenland zu Aris Thessaloniki. Für Aris absolvierte er 13 Ligaspiele. Anfang 2014 wechselte er nach Norwegen zum FK Haugesund. Zur Saison 2014/2015 unterschrieb er einen Vertrag beim deutschen Drittligisten Energie Cottbus. Für die Lausitzer spielte er in 15 Ligaspielen, bevor er zum polnischen Zweitligisten Olimpia Grudziądz wechselte. Von dort wechselte er im Jahr 2016 zu Hunan Billows in die drittklassige chinesische China League Two. Danach kehrte er 2017 kurzzeitig in die Heimat zurück und absolvierte vier Ligaspiele für den NK Domžale. In weiterer Folge wechselte er im September 2017 zum FK Željezničar Sarajevo in die Premijer Liga nach Bosnien und wurde hier nach bereits fünf Meisterschaftsspielen im Dezember 2017 wieder entlassen. Seitdem (Stand: Februar 2018) gilt er als vereinslos.

## Erfolge
- Slowenischer Pokalsieger (2008 und 2009)
- Slowenischer Supercupsieger (2009)
- Polnischer Meister (2012)
- Polnischer Supercupsieger (2012)

## Privates
Rok Elsner ist der Enkel des jugoslawischen Fußballspielers und -trainers sowie österreichischen Teamchefs Branko Elsner und der Sohn des ehemaligen jugoslawischen bzw. slowenischen Nationalspielers Marko Elsner. Sein älterer Bruder Luka war ebenfalls Profifußballer. Rok Elsner besitzt auch die französische Staatsbürgerschaft.